# Porcellana de Pinxton

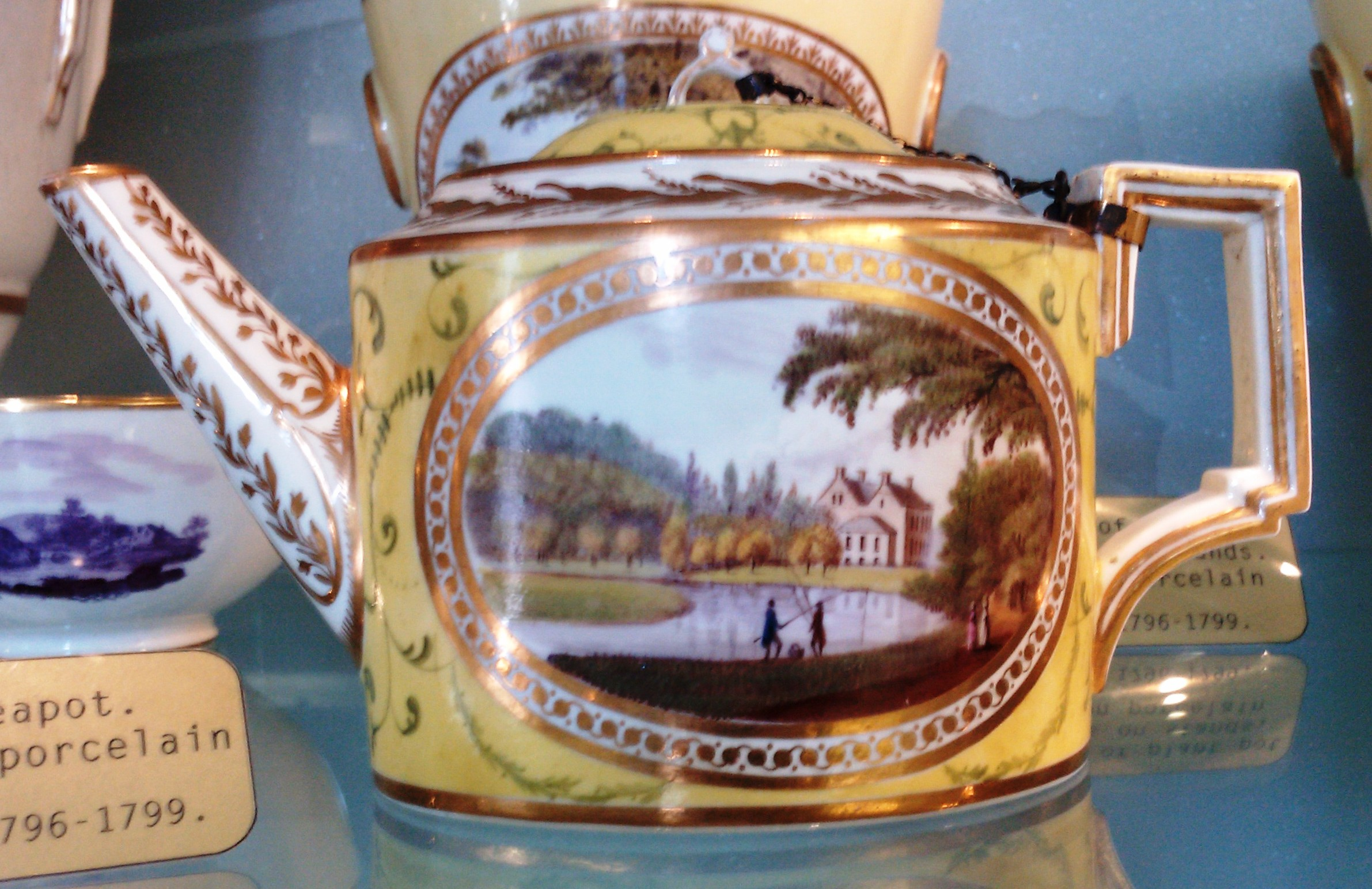
Una tetera de porcellana de Pinxton que mostra Brookhill Hall

La porcellana de Pinxton foren uns treballs de porcellana creats per John Coke i William Billingsley a Pinxton, a la regió de Derbyshire, Anglaterra, durant el segle xix.

## Biografia
La porcellana de Pinxton va ser fundada en unes terres llogades pel tercer fill Reverend D'Ewes Coke que es va ajuntar amb l'empresari i pintor de porcellanes William Billingsley per tirar endavant un negoci. Billingsley, que havia après l'ofici a Derby, és conegut avui en dia per la qualitat de la seva pintura en porcellanes, tot i que també estava interessat a perfeccionar una recepta per la porcellana que es creu que va obtenir de Zachariah Boreman. Billingsley va acabar per marxar i va muntar una botiga de decoració a Mansfield, on decorava ceràmica i porcellana importada. John Coke va continuar el negoci des del 1799 fins al 1806, i tingué Henry Banks com a soci des de 1801 a 1802.
Coke es casà amb Susanna Wilmot l'abril de 1806 i, tot i que el negoci de la porcellana va continuar sota la direcció de John Cutts, que havia estat mànager de decoració fins al 1813, l'interès de Coke es va desplaçar al seu negoci de mines de carbó que tenia a Pinxton i va mudar-se amb la seva família a Debdale Hall.
La tetera de la il·lustració és de porcellana de Pinxton i mostra Brookhill Hall, que era la casa de John Coke. Aquesta tetera forma part de la col·lecció de porcellana de Pinxton que es troba en possessió del Derby Museum and Art Gallery.